# Квінт Фабій Вібулан (консул 485 року до н. е.)
Квінт Фабій Вібулан (лат. Quintus Fabius Vibulanus; близько 526 до н. е. — 480 до н. е.) — політичний та військовий діяч Римської республіки, консул 485 і 482 років до н. е.

## Життєпис
Походив з патриціанського роду Фабіїв. Син Цезона Фабія Вібулана. Про молоді роки мало відомостей. У 485 році до н. е. був обраний консулом разом з Сервієм Корнелієм Малугіненом Коссом. На цій каденції з успіхом воював проти племен вольсків та еквів. Отриману здобич здебільшого передав у державну скарбницю, а легіонерам сплатив лише необхідну, фіксовану платню, чим викликав їх невдоволення. Втім вага роду Фабіїв зросла. Завдяки авторитету Квінта Фабія до 477 року при владі здебільшого перебували представники цього роду або їхні прихильники. Цього ж року Квінт спільно з братами Цезоном і Марком та Луцієм Валерієм виступили проти реформ Спурія Кассія Вісцеліна і зрештою домоглися його страти.
У 482 році до н. е. Квінт Фабій був обраний консулом вдруге разом з Гаєм Юлієм Юлом. На цій посаді знову воював з еквами та містом Вейї. Для посилення своїх позицій уклав угоду з містом Цере, суперником Вейї. Війна тривала з перемінним успіхом. У 480 році до н. е. як легат свого брата консула Марка Фабія Вібулана брав участь у війні проти Вейїв. Цього ж року відбулася запекла битва з вейянцями. Спочатку останні завдали поразки римлянам, й саме тоді загинув Квінт Фабій Вібулан зі своїм братом Цезоном та ще 300 представниками роду Фабіїв. Проте консул Марк Фабій Вібулан зумів перегрупувати війська й зрештою повністю розбити ворога.